# Heliconiaceae

## Introdução
É uma família de angiospermas que pertence à ordem Zingiberales e tem como único gênero o grupo Heliconia. As helicônias são popularmente conhecidas por bananeira-de-jardim, bico-de-guaraná, falsa-ave-do-paraíso e paquevira.
Suas folhas parecem as das bananeiras e possui inflorescências terminais com brácteas coloridas, que conferem o caráter decorativo da família. Compreende plantas herbáceas, perenes, monocotiledonares e rizomatosas que apresentam porte médio a grande, podendo formar touceiras ou se alastrar . Esse grupo pode ser distinguido por suas flores invertidas, estaminoide único e frutas que são drupas (uma semente dura cercada por polpa carnuda) .
É nativa principalmente de áreas tropicais da América, sendo a maioria encontrada em regiões úmidas, mas também podem aparecer em áreas sazonalmente secas. Geralmente habitam espaços abertos, nas margens de estradas e rios ou clareiras de florestas .

## Etimologia
Heliconiaceae: O nome da família tem a sua origem no gênero Heliconia L.
Heliconia: O nome do gênero vem do mítico Monte Helicon, a residência das Musas. Ele foi dado por Linnaeus em 1771 .

## Morfologia
As helicônias são plantas de reduzido porte ou arborescentes. Contam com pseudocaule ereto, aéreo, formado por bainhas de folhas sobrepostas .
As folhas são dísticas, grandes (até cinco metros de comprimento), simples e inteiras, apresentando limbo, pecíolo e bainha. São opostas e dispostas em duas fileiras verticais, com altura variando de 0,5 m a 10 m. Quanto à disposição das folhas, as helicônias podem ser classificadas como: musoide, com folhas orientadas verticalmente de pecíolos longos; zingiberoide, com folhas posicionadas horizontalmente de pecíolos curtos; e canoide, com pecíolo de comprimento curto ou médio, com posição oblíqua à haste .

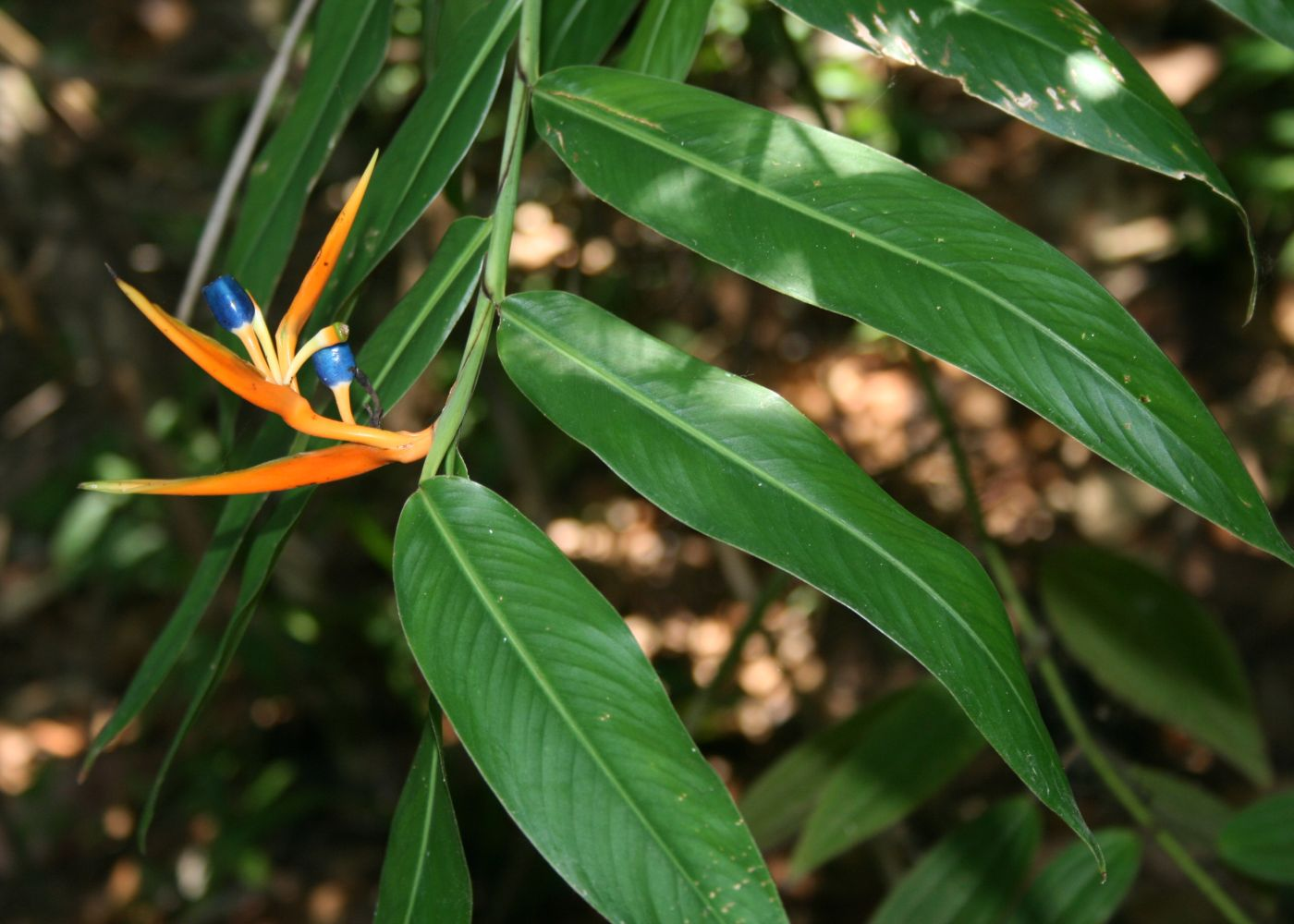
Heliconia longiflora com frutos

No ápice do pseudocaule forma-se uma única inflorescência, podendo ser pendente ou ereta. É composta por numerosas brácteas grandes, geralmente de cores fortes, dispostas disticamente ou espiraladas ao longo de um eixo central e encerram de duas até muitas flores. As flores perfeitas são marcadamente zigomorfas subtendidas por uma bráctea. O androceu é formado por cinco estames férteis e um estaminódio. O ovário contém um óvulo sub-basal simples em cada lóculo . Cada flor permanece aberta por apenas um dia. No entanto, a fase de florescimento é prolongada, já que uma única bráctea pode conter inúmeras flores. As flores são hermafroditas e, em sua maioria, são autocompatíveis . O fruto é do tipo drupa, pode ter de uma a três sementes e nas espécies americanas eles adquirem coloração azulada. Já nas espécies do Pacífico Sul os frutos são vermelhos ou alaranjados .

## Diversidade Taxonômica
Sempre houve divergências e incertezas sobre o número de espécies, principalmente por conta dos caracteres morfológicos serem muito diversos. Assim, estudos moleculares vem auxiliando no entendimento da diversidade taxonômica dessa família .
Estima-se que existam 194 espécies reconhecidas de Heliconia , e algumas ainda não descritas. Elas estão distribuídas dentro de 5 sub-gêneros definidos pelo hábito das plantas e por características morfológicas como altura, orientação da florescência, orientação e posição das brácteas:
Taeniostrobus (Kuntze) Griggs
Stenochlamys Baker
Heliconiopsis
Heliconia Griggs
Griggsia 

## Distribuição
São plantas neotropicais que aparecem principalmente na América Central e América do Sul (Colômbia, Equador, Panamá,Costa Rica, Brasil, Peru, Venezuela, Nicarágua, Guatemala, Bolívia, Honduras, México e Suriname), mas cerca de seis espécies são encontradas nas ilhas do Pacífico Sul . 

### No Brasil
O Brasil apresenta 29 espécies: 

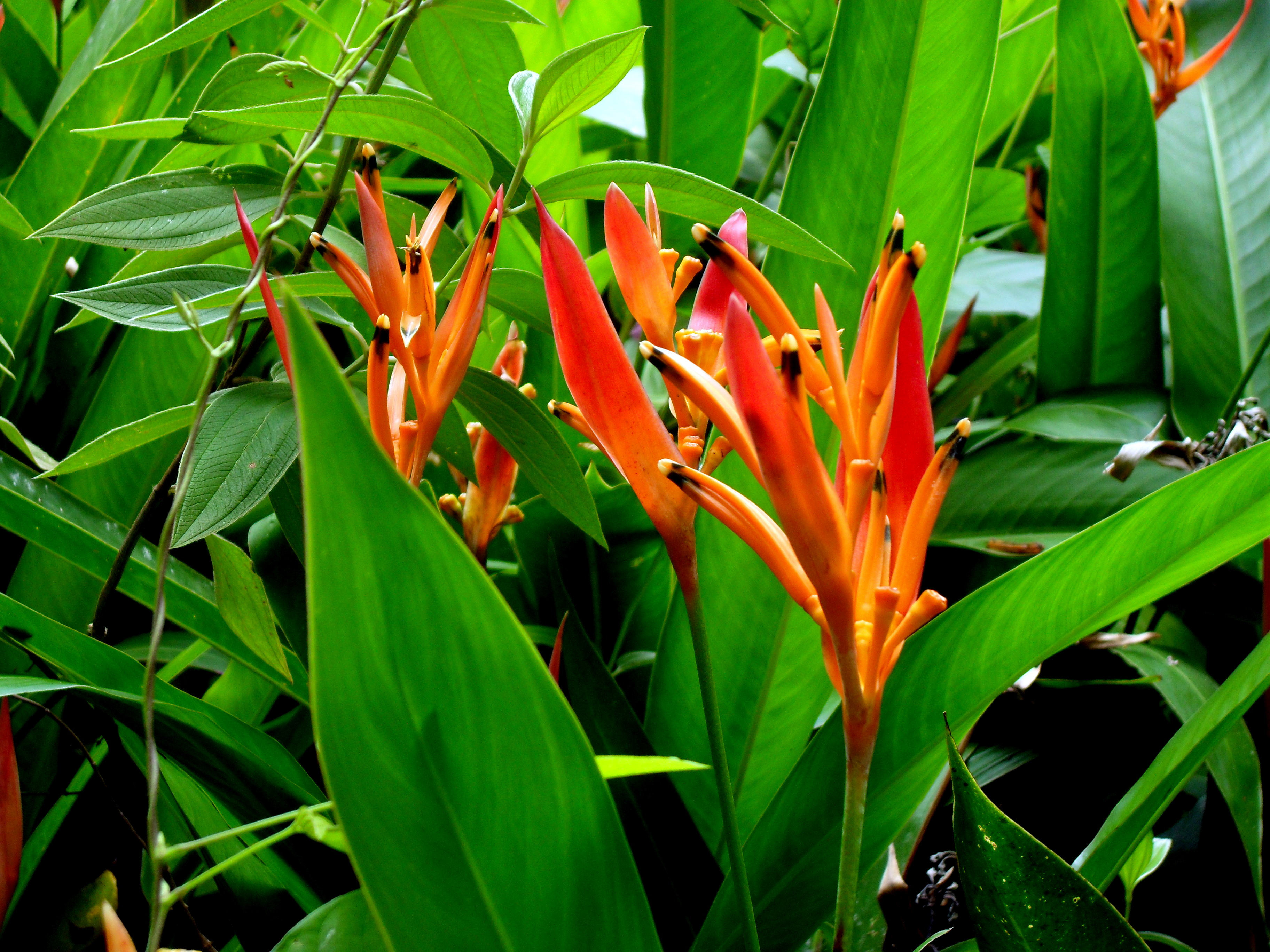
Heliconia psittacorum

Heliconia acuminata L.C.Rich. (sin. Heliconia timothei L.Andersson)
Heliconia adeliana Emygdio & E.Santos
Heliconia aemygdiana Burle-Marx  (sin. Heliconia pseudoaemygdiana Emygdio & E.Santos)
Heliconia angusta Vell.
Heliconia apparicioi Barreiros
Heliconia chartacea Lane ex Barreiros
Heliconia densiflora Vell.
Heliconia episcopalis Vell.
Heliconia farinosa Raddi
Heliconia hirsuta L.f.
Heliconia julianii Barreiros (sin. Heliconia velutina L.Andersson e Heliconia lasiorachis L.Andersson)
Heliconia juruana Loes.
Heliconia kautzkiana Emygdio & E.Santos
Heliconia lasiorachis L.Andersson (sin. het. de Heliconia julianii Barreiros)
Heliconia lourteigiae Emygdio & E.Santos
Heliconia marginata (Griggs) Pittier
Heliconia metallica Planch. & Linden ex Hook.f.
Heliconia pendula Wawra
Heliconia pseudoaemygdiana Emygdio & E.Santos (sin. het. de Heliconia aemygdiana Burle-Marx)
Heliconia psittacorum L.f. (sin. Musa humilis Aubl.) 
Heliconia richardiana Miq.
Heliconia rostrata Ruiz & Pav.
Heliconia schumanniana Loes.
Heliconia spathocircinata Aristeg.
Heliconia stricta Huber
Heliconia subulata Ruiz & Pav.
Heliconia tenebrosa J.F.Macbr.
Heliconia timothei L.Andersson ( sin. het. de Heliconia acuminata L.C.Rich.)
Heliconia velutina L.Andersson (sin. het. de Heliconia julianii Barreiros) 
Os 5 subgêneros aparecem representados no levantamento das espécies brasileiras, indicando que houve radiação de todas as principais linhagens do gênero no Brasil .
Aparecem nas 5 regiões brasileiras: no Norte (Acre, Amazonas, Amapá, Pará, Rondônia, Roraima, Tocantins), Nordeste (Alagoas, Bahia, Ceará, Maranhão, Paraíba, Pernambuco, Piauí, Sergipe), Centro-Oeste (Distrito Federal, Goiás, Mato Grosso do Sul, Mato Grosso), Sudeste (Espírito Santo, Minas Gerais, Rio de Janeiro, São Paulo) e Sul (Paraná, Rio Grande do Sul, Santa Catarina); sendo encontradas nos seguintes domínios: Caatinga, Cerrado, Pantanal, Amazônia e Mata Atlântica .São as áreas primárias de distribuição dessa família no Brasil: a Bacia Amazônica e a Mata Atlântica, sendo que nesta última há uma forte ocorrência de endemismo .

## Reprodução
A dureza do endocarpo do fruto das helicônias dificulta sua propagação sexuada pois oferece resistência à germinação. Também são consideradas geófitas, porque além de se dispersarem sexuadamente por meio de sementes, possuem estruturas subterrâneas especializadas para a sua reprodução; são rizomas que fornecem nutrientes e água para que haja o desenvolvimento sazonal e garantia a sobrevivência da planta .

## Relações filogenéticas
Helicônias, inicialmente, compunham um gênero pertencente à família Musaceae, sendo considerado, porém, um gênero homogêneo e com características próprias. Em 1941, Nakai elevou Heliconia ao nível de família (Heliconiaceae), apresentando como características diagnósticas as flores invertidas e a presença de estigma captado, um óvulo por lóculo e  semente sem arilo .
A família Heliconiaceae é composta por um único gênero (Heliconia) e possui como espécie tipo Heliconia bihai (L.) L. Pertence à ordem Zingiberales, a qual é formada por mais sete famílias além de Heliconiaceae: Musaceae (bananeiras), Strelitziaceae (aves-do-paraíso), Lowiaceae, Zingiberaceae (gengibres), Costaceae (costus), Cannaceae (cannas) e Marantaceae (plantas do orador).
Estudos filogenéticos, amparados em dados morfológicos e moleculares, confirmaram as oito famílias da Zingiberales, sendo todas monofiléticas . As famílias Lowiaceae, Strelitziaceae, Musaceae e Heliconiaceae (grupo das bananas) constituem um grupo parafilético basal, irmão do grupo das famílias Zingiberaceae, Costaceae, Cannaceae e Marantaceae (grupo dos gengibres), que formam uma linhagem terminal monofilética. Além disso, Lowiaceae e Strelitziaceae forma um clado que constitui o grupo-irmão de Heliconiaceae .
A ordem Zingiberales originou-se há cerca de 124 milhões de anos, tendo ocorrido a sua diversificação há 110 milhões de anos aproximadamente. A família Heliconiaceae divergiu da linhagem ancestral por volta de 109 milhões de anos atrás, juntamente com as famílias Lowiaceae e Strelitziaceae, indicando uma rápida diversificação da linhagem principal. O processo de especificação das helicônias, entretanto, é mais recente, datando dos últimos 32 milhões de anos .

## Importância Econômica
Essas plantas tem caráter ornamental por conta de sua inflorescência terminal e ereta com brácteas e flores de diferentes cores, sendo muito utilizadas para paisagismo, na composição de  jardins e para ornamentação de ambientes e eventos. Elas  geram renda e mão de obra, principalmente para pequenos produtores . Seu destaque se deve à sua inflorescência terminal e ereta com brácteas e flores de diferentes cores. Elas florescem o ano todo, tem alta duração pós-colheita e não são sensíveis ao transporte, o que é interessante para comercialização. Um problema recorrente é a difícil identificação de espécies quando feita considerando apenas sua morfologia e o desconhecimento de sinonímias, o que pode levar a equívocos e complicações comerciais .

## Importância Ecológica

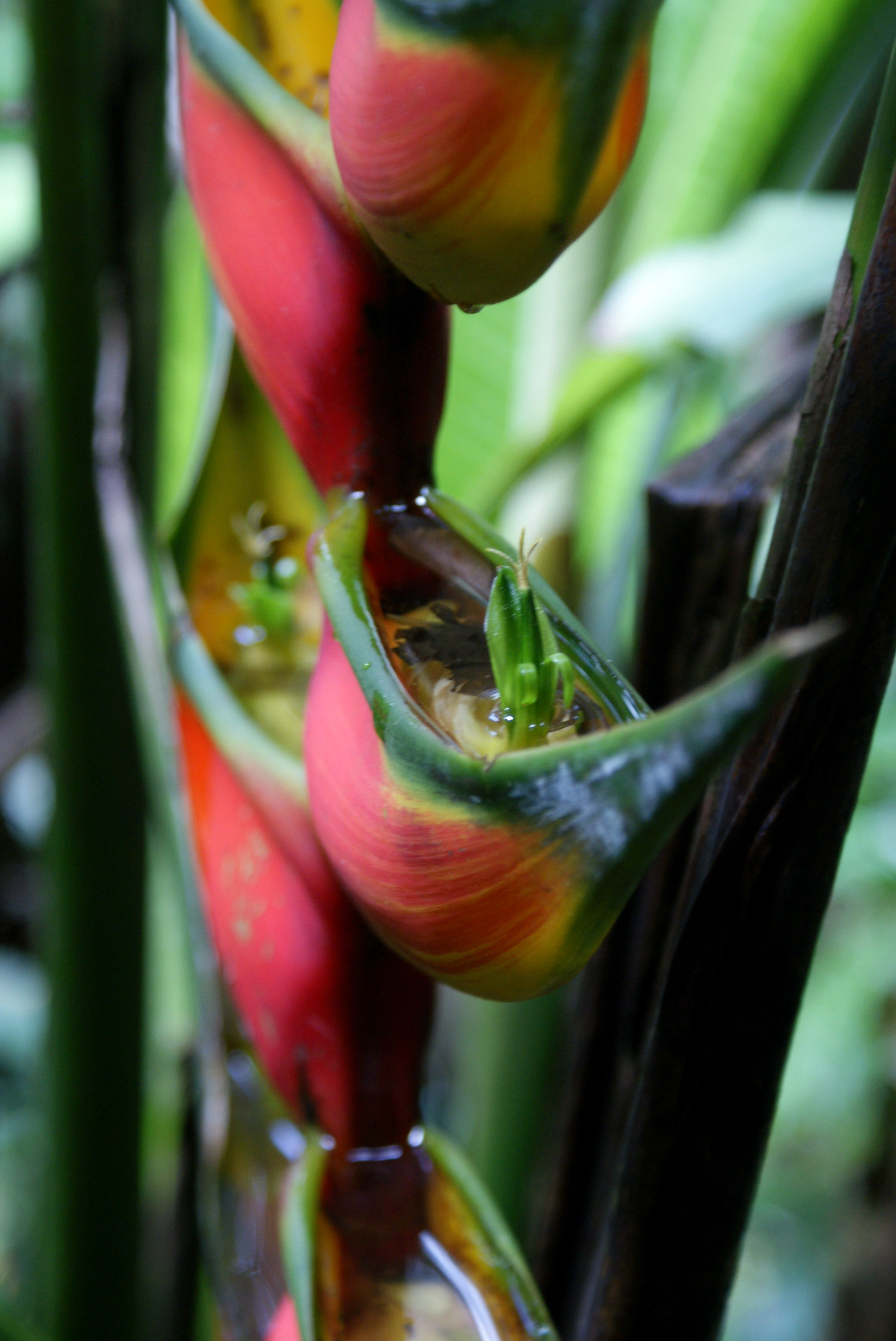
Fitotelmo em Heliconia sp.

Devido ao seu crescimento rizomatoso são importantes no reflorestamento e proteção dos mananciais, uma vez que diminuem os movimentos de terra sobre as encostas. A helicônia também é parte importante na comunidade do local em que está inserido porque interagem com outros organismos, que se alimentam dela ou vivem nela. As espécies dessa família, por conta de suas brácteas características, podem formar fitotelmas, proporcionando microhabitats que abrigam vários insetos .
Também têm importante relação com seus animais polinizadores, como beija-flores, nas áreas neotropicais e morcegos, nas Ilhas do Pacífico.